# Besitz
Besitz (lateinisch possessio) bezeichnet in der juristischen Fachsprache die tatsächliche Herrschaft über eine Sache, abgegrenzt gegenüber Eigentum (lateinisch dominium), das die rechtliche Herrschaftsmacht meint. Mit Besitzausübung hat jemand die Sache in seiner Gewalt, wobei es auf die Rechtmäßigkeit oder die Unrechtmäßigkeit der Besitzausübung (etwa aufgrund wirksamen Mietvertrags oder aufgrund unrechtmäßiger Aneignung) nicht ankommt.
Der Begriff Besitz setzt grundsätzlich Besitzwillen voraus, wobei zwischen Eigenbesitzwille (animus rem sibi habendi) (in Deutschland beispielsweise geregelt in § 872 BGB) und Fremdbesitzwille unterschieden wird, je nachdem, ob der Besitzer die Sache „als ihm gehörend“ betrachtet oder im Rahmen eines Besitzmittlungsverhältnisses „als fremde“ Sache besitzen will.
Allgemeinsprachlich werden Besitz und Eigentum inhaltlich häufig – juristisch unzutreffend – synonym verwendet.

## Begriffshistorie
Die kontinentaleuropäische Besitzrechtslehre wurzelt im römischen Recht. Dieses unterschied zwischen zivilrechtlichem Besitz (possessio civilis) kraft wirksamen Besitzerwerbs (iusta causa) und natürlichem Besitz (possesio naturalis), bei dem die Ausübung der bloßen Sachherrschaft genügte. Historischer Ausgangspunkt der possessio war wohl, dass es zunächst kein Privateigentum gab, aus dem Besitzansprüche hätten hergeleitet werden können. Die Herrschaft über den Boden übte vielmehr der Sippenverband, später der Staat (populus Romanus), hoheitlich aus. Die Vorteile aus Besitztum blieben aber erhalten, als öffentliches in Privatland übergeführt wurde. Besitz bedeutete im altrömischen Recht kein Rechts- sondern ein faktisches Ausübungsverhältnis. Besitzschutz wurde durch administratives Interdikt erlangt.
Vielgestaltiger wurde der Besitzbegriff zu Zeiten des Heiligen Römischen Reichs (HRR) im Geltungsbereich des Gemeinen Rechts. Hier beeinflussten das kanonische Recht und in der Endphase des HRR die drei großen Naturrechtskodifikationen, darunter etwa das Allgemeine preußische Landrecht und der Code civil, den Besitzbegriff. Nach dem Untergang des HRR im Jahr 1806, richtete Friedrich Carl von Savigny – Mitbegründer der Historischen Rechtsschule – das Rechtsinstitut methodisch neu aus. Seine Vorgaben flossen in Deutschland in das Bürgerliche Gesetzbuch (BGB) ein.
Besitzerwerb und Besitzausgabe unterlagen gegenüber dem heutigen Verständnis abweichenden Voraussetzungen. Vergleichbar dem deutschen Recht heute, konnte im antiken Rom Eigentum gutgläubig, das heißt von einem Nichtberechtigten erworben werden (Ersitzung). Hierfür musste der gute Glaube lediglich zum Zeitpunkt der Besitzbegründung (Besitz als Rechtsscheinträger) vorliegen. Im Mittelalter wurde dann verlangt, dass der gute Glaube während der gesamten Besitzdauer vorliegt. Besitz wurde somit unrechtmäßig, wenn nach dem Erwerb Bösgläubigkeit einsetzte. Ausgeschlossen waren außerdem Herausgabeansprüche, wenn ein Besitzer den Besitz an einer Sache aufgab. Auf die Wurzeln des römischen Rechts zurückgreifend, wurde in der Folge die „Lehre vom gutgläubigen Eigentumserwerb“ entwickelt. Besitzschutzmaßnahmen hingegen verbesserten sich im Gemeinen Recht gegenüber der Antike, denn auch Besitzmittler (Mieter, Pächter) erhielten zum Schutze ihres (mittelbaren) Besitzes Abwehrrechte (Spolienklage). Insbesondere sollten Selbsthilfemaßnahmen vermieden, zumindest eingeschränkt werden. Ab dem 19. Jahrhundert entwickelte sich daraus das Institut des einstweiligen Rechtsschutzes.
An Savigny anknüpfend wurde im 19. Jahrhundert die Frage diskutiert, ob Besitz ein Recht oder bloßes Faktum (tatsächliche Sachherrschaft) sei. Um die Rechtsordnung vor einer „Legitimation“ durch Diebstahl zu schützen, wurde dem Besitz Rechtscharakter dann zugewiesen, wenn beim Berechtigten auch ein „Wille zum Besitz“ vorlag. Damit verbunden war die Frage, ob Besitz sachenrechtlicher (Lehre seit Baldus), obligatorischer (Savigny) oder eigenständig an die Persönlichkeit gebundener (Puchta) Natur war.

## Merkmale
Der Besitzer muss ein Näheverhältnis zu einer Sache haben, diese also in seiner Macht oder in seinem Gewahrsam haben, d. h. „tatsächliche Gewalt über die Sache“ (corpus) haben. Zudem muss der Besitzer Besitzwillen über die Sache ausüben (animus possidendi, animus rem sibi habendi).
Auf einen Rechtsgrund kommt es hierbei nicht an. Auch der Dieb einer Sache ist nach dieser Definition Besitzer der Sache. Besitz ist kein subjektives Recht.

## Unterschied zum Eigentum
Während der Besitz das tatsächliche Herrschaftsverhältnis einer Person zu einer Sache bezeichnet, bezeichnet das Eigentum das rechtliche Herrschaftsverhältnis einer Person zu einer Sache. Der Eigentümer ist kraft seines Eigentums berechtigt, über die Sache frei zu verfügen und andere von jeder Einwirkung auf diese auszuschließen, soweit nicht Gesetze oder Rechte anderer Personen dem entgegenstehen. So kann der Eigentümer (der rechtliche Sachherrscher) vom Besitzer (dem tatsächlichen Sachherrscher) die Herausgabe der Sache und damit die Einräumung der tatsächlichen Sachherrschaft verlangen und gerichtlich durchsetzen, soweit der Besitzer kein Recht zum Besitz geltend machen kann.
Im Gegensatz zum Besitz braucht die abstrakte Herrschaftsgewalt des Eigentums keinen direkten Bezug zwischen Person und Sache. So kann eine in Europa lebende Person Eigentum an einem Mietshaus in Japan haben, ohne unmittelbaren Besitz an diesem zu haben. Man spricht in diesem Zusammenhang auch von einem Besitzmittlungsverhältnis. Der Mieter in Japan wäre unmittelbarer Besitzer (Fremdbesitzer), der Eigentümer in Europa mittelbarer Besitzer (Eigenbesitzer).

## Andere Bedeutungen
Laien verwechseln oft die Begriffe Besitz und Eigentum oder halten sie von vornherein für gleichbedeutend. Folgerichtig verzeichnet beispielsweise der Duden – kein juristisches Fachwörterbuch, sondern ein Wörterbuch des allgemeinen Sprachgebrauchs – unter den Synonymen des Stichworts Besitz auch Eigentum. Entsprechend wird beim Stichwort Eigentum unter anderem Besitz als Synonym angegeben. Dabei lässt sich anhand eines Diebstahls der Unterschied auch für den Laien relativ einfach erklären: Wenn jemand einem anderen einen Mantel (z. B. aus einer Garderobe) stiehlt, ist der Dieb zwar anschließend im Besitz des Mantels, aber der Mantel ist nicht sein Eigentum; das heißt, ein Dieb ist Besitzer, aber niemals Eigentümer.
Gelegentlich wird auch in wissenschaftlichen Texten der Begriff Besitz im Sinne von Eigentum benutzt. Dies liegt unter anderem daran, dass es verschiedene Eigentumstheorien gibt. In historischen Zusammenhängen und auf bestimmte Gesellschaften bezogen ist eine Anwendung der Begriffe Besitz und Eigentum im modernen Sinne nicht möglich.
Umgangssprachlich und wissenschaftlich außerhalb der juristischen Fachsprache bezeichnet „Besitz“ auch die Dinge, über die man unmittelbare Verfügungsgewalt hat: die Habe, rechtlich die Innehabung oder ein Sachinbegriff.

## Rechtslage in einzelnen Ländern
- Deutschland: Besitz (Deutschland)
- Österreich: Besitz (Österreich)
- Schweiz: Besitz (Schweiz)
- Liechtenstein: Besitz (Liechtenstein)